# José Vendrell
José Vendrell Ferrer (Tarragona, España; 1882-19 de julio de 1950) fue un militar español. Fue presidente del Fútbol Club Barcelona entre 1943 y 1946.

## Biografía

### Juventud
José Vendrell Ferrer nació en Tarragona en 1882. Era uno de los ocho hijos del abogado Fernando Vendrell Huguet y Balbina Ferrer Sansalvadó. En 1898, con 16 años, ingresó en la Academia de Infantería. En 1910 adquirió el grado de Capitán y contrajo matrimonio con Eugenia Alasá, hija de un general del cuerpo de Intendencia. En 1918 fue destinado al Rif y posteriormente fue miembro del somatén de Cataluña. En 1925, siendo ya Comandante de Infantería, fue nombrado ayudante de campo del General Domingo Batet. Impartió clases en la Escuela Militar de Montaña de Jaca y se especializó en la conducción de trenes, antes de pasar a la reserva en 1931.

### Guerra Civil
Tras pasar a la reserva se dedicó a la administración de las fincas de su familia política en Tarragona hasta el estallido de la Guerra Civil, en 1936. Huyendo de la represión de las milicias anarquistas escapó a Marsella y regresó a España para servir en el ejército franquista, donde desempeñó varias tareas lejos del frente. En 1938 fue nombrado delegado de orden público en La Coruña. En enero de 1939 fue destinado a Zaragoza, como Jefe Automovilismo del Ejército del Norte. De este modo, acompañó al General Moscardó cuando las tropas franquistas tomaron Barcelona. Finalizada la Guerra Civil, en julio de 1939, fue nombrado delegado provincial de abastecimientos y transportes de Castellón. En 1940, ya ascendido a Coronel, fue destinado al Gobierno Militar de Barcelona.

### Presidencia del FC Barcelona
Aunque no tenía ningún vínculo con el mundo del fútbol, en 1943 las autoridades deportivas del régimen le nombraron presidente del FC Barcelona, club del que no era socio ni aficionado. El mayor éxito de su presidencia fue la conquista de la liga 1944-45, la segunda en la historia del club, que puso fin a 16 años de sequía. Durante su mandato se construyó también una nueva tribuna en el Campo de Les Corts.

## Condecoraciones
- Cruz de la Orden de San Hermenegildo[7]